# Katharine Drexel
Katharine Mary Drexel (Filadèlfia, Pennsilvània, 26 de novembre de 1858 - Cornwells Heights, 3 de març de 1955) fou una religiosa dels Estats Units, fundadora de la congregació de les Germanes del Santíssim Sagrament per als Indis i la Gent de Color. És venerada com a santa per l'Església Catòlica Romana.

## Biografia
Katharine Drexel nasqué a Filadèlfia el 1858, filla de Francis Anthony Drexel, ric banquer, i Hannah Langstroth; el seu oncle Anthony havia estat el fundador de la Drexel University de Filadèlfia. La mare morí aviat i el seu pare es casà amb Emma Bouvier (avantpassada de Jacqueline Bouvier). La família, catòlica, feia beneficència per atendre els necessitats de la ciutat.
Katharine viatjà molt i s'adonà que malgrat la fi de l'esclavitud, decretada el 1865, els negres i els nadius indis es trobaven, als Estats Units, en una situació inferior, en bona part causada pels prejudicis: no anaven a escola ni rebien assistència mèdica, per exemple. Així, començà a obrir escoles i dispensaris per als indis, dedicant la resta del temps que això li deixava lliure a la pregària i la pràctica religiosa.
Emma Bouvier morí el 1883, i dos anys després, Francis Drexel: Katharine, amb les seves germanes Elizabeth i Louise, heretaren una gran fortuna que dedicaren, sota la guia espiritual de James O'Connor, bisbe de Nebraska, a la seva obra benèfica. El 1887 fou rebuda en audiència privada pel papa Lleó XIII, a qui demanà que enviés sacerdots missioners per a les seves escoles. El papa li suggerí que ella mateixa es fes missionera, creant una congregació religiosa a partir de la tasca ja feta.
El 1891, Drexel prengué els vots i fundà les Germanes del Santíssim Sagrament per als Indis i la Gent de Color. Obrí 65 escoles per a indis i afroamericans en 21 estats nord-americans. El 1925 fundà a Nova Orleans la Xavier University of Louisiana, la primera que acceptà estudiants de color als Estats Units del sud. Malgrat l'hostilitat i les amenaces d'alguns, com el Ku Klux Klan, va continuar la seva obra i es convertí en una advocada de la tolerància racial i la justícia social. A més, la congregació es dedicava a visitar les famílies necessitades, hospitals i presons.
El 1935 emmalaltí, quedant gairebé immòbil al llit. Feu llavors vida contemplativa, adorant el Santíssim Sagrament fins a la seva mort vint anys després, el 3 de març de 1955.

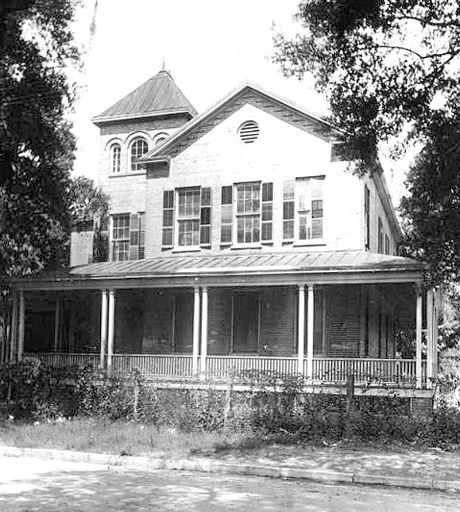
Una de les escoles fundades per Drexel (St. Augustine, Florida)
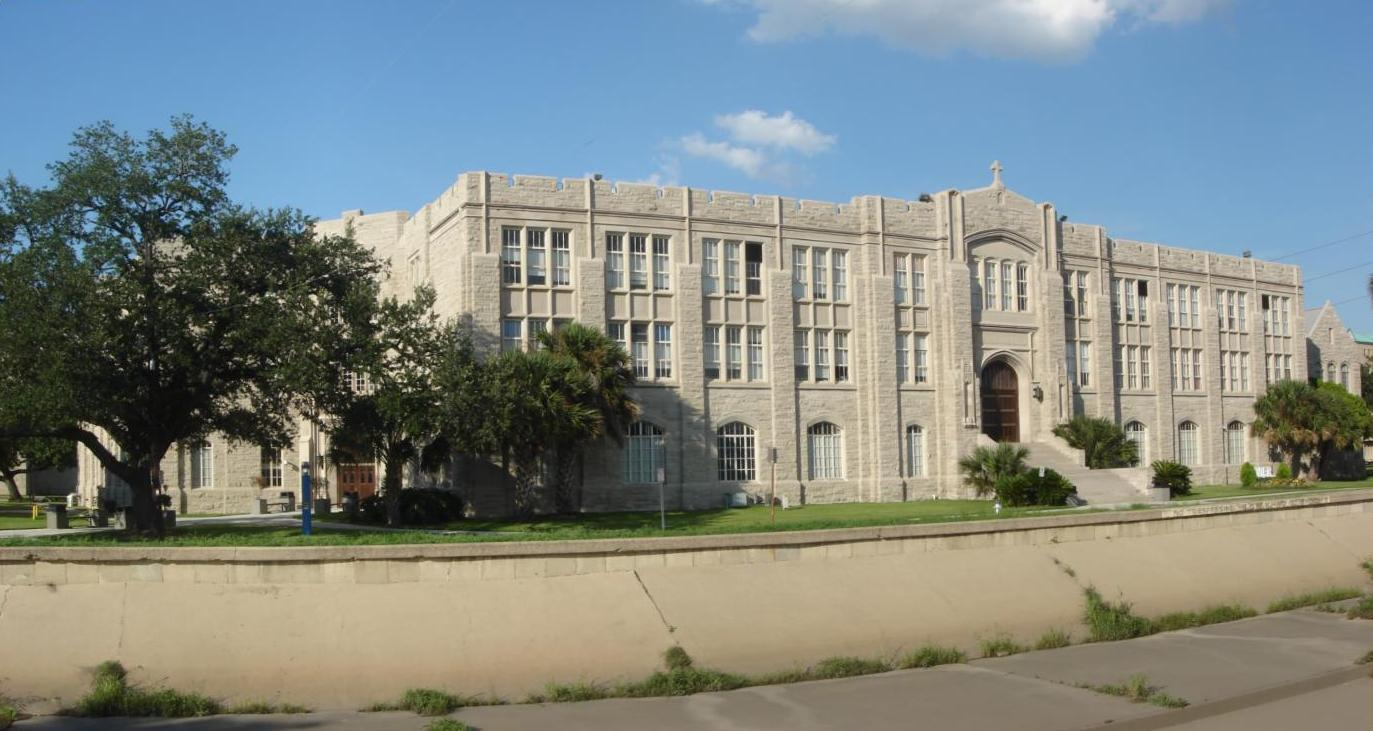
Xavier University of Louisiana
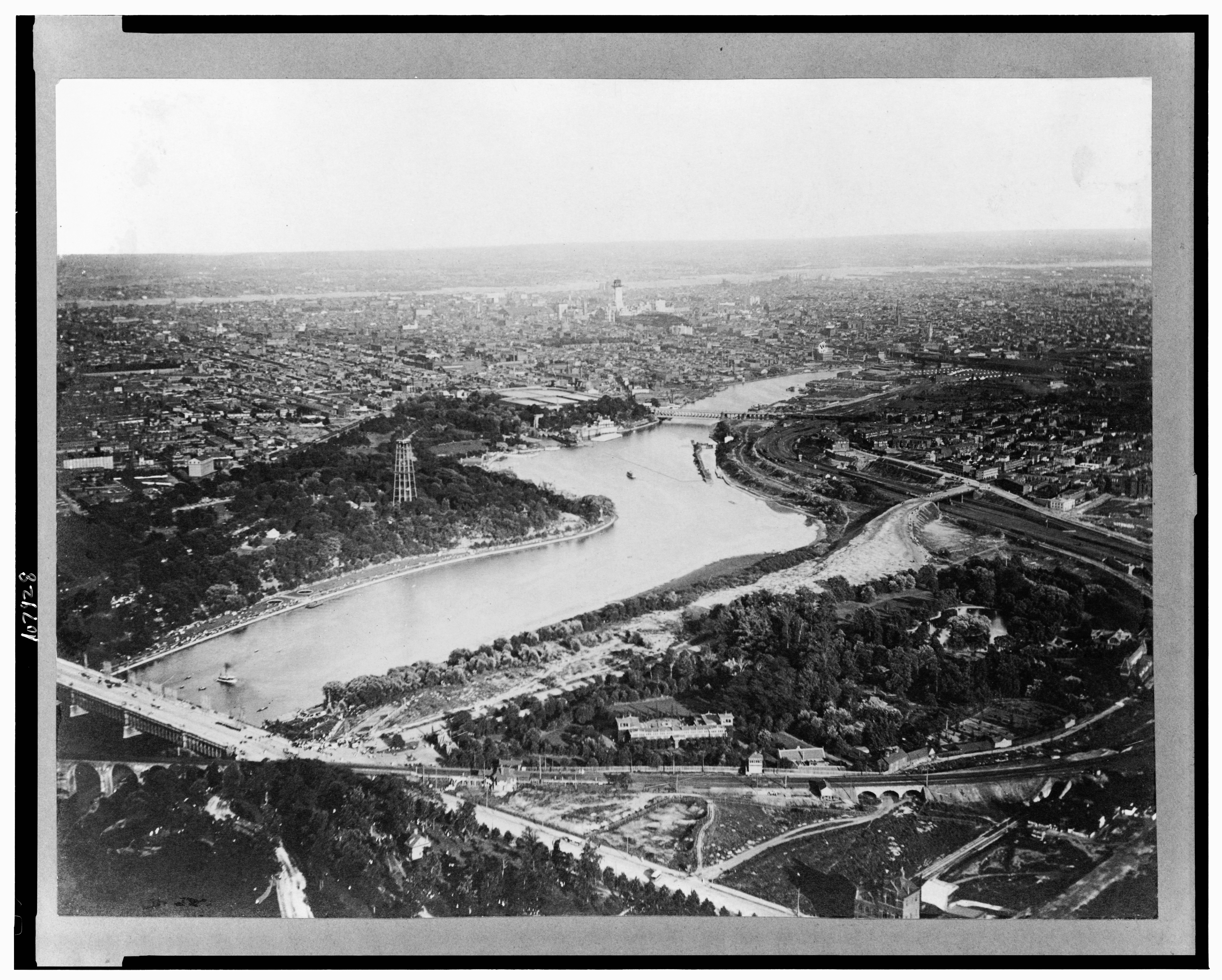
Fotografia de Filadèlfia el 1893

## Veneració
Drexel fou beatificada per Joan Pau II el 20 de novembre de 1980 i canonitzada l'1 d'octubre de 2000: fou la segona santa nascuda als EUA, després d'Elizabeth Ann Seton. Es destacà llavors el seu llegat: l'amor per l'Eucaristia, la visió de la unitat de tots els pobles, la lluita per la igualtat social i per donar educació de qualitat a tothom, i la seva vocació de servei envers els més necessitats i víctimes de la injustícia. És la santa patrona de la justícia racial i els filantrops.
És sebollida a Cornwells Heights (Bensalem Township, Pennsilvània).